# 向全謨
向全謨（即屋嘉比親雲上朝寄，1716年—1775年）是琉球國第二尚氏王朝時期的音樂家。他是尚質王曾孫向文明（玉川按司朝雄）的第四子。他與父、兄都擅長於三線音樂。
他曾受尚敬王之命前往薩摩藩，學習謠曲、仕舞。途中因患眼病而失明。此後轉向研究古典音樂，師從於當時的音樂巨匠蕭世安（聞覺），修得歌三線，充分繼承並加以發展，形成自己獨立的藝風。他還參考中國的記譜法而設計獨自的記譜法，編纂《屋嘉比工工四》，構築了後來琉歌樂譜（工工四）發展的基礎。